# Aristide Reboul-Coste
Pour les articles homonymes, voir Reboul et Coste.
Henri Romain Aristide Reboul-Coste, né le 9 août 1792 à Pézenas (Hérault), mort le 24 mai 1870 à Béziers (Hérault), est un officier d'artillerie et homme politique français.

## Biographie
Élève à l’École polytechnique puis à l’École d'application de l'artillerie et du génie, il servit en qualité de lieutenant dans les dernières campagnes des guerres napoléoniennes, et était parvenu au grade de capitaine quand il démissionna pour se consacrer à l’agriculture.
Partisan de la révolution de 1830, il fut élu député du deuxième collège (Pézenas) de l’Hérault en 1831. Les tendances réactionnaires du nouveau régime le jetèrent dans l'opposition et il démissionna dès 1833. Réélu député de l’Hérault à l’Assemblée constituante en 1848, il fit partie du Comité de l'agriculture et vota pour le bannissement de la famille d'Orléans. Il ne fut pas réélu à l'Assemblée législative.

## Source
- « Aristide Reboul-Coste », dans Adolphe Robert et Gaston Cougny, Dictionnaire des parlementaires français, Edgar Bourloton, 1889-1891 [détail de l’édition]